# ولینگ یانگ
ولینگ یانگ ([ù.lǐŋ.ɥɛ̌n]؛ چینی) یک مکان خوش‌منظر و تاریخی در استان هونان در جنوب مرکزی چین است. در سال ۱۹۹۲ به عنوان میراث جهانی یونسکو ثبت شد. بیش از ۳۰۰۰ ستون ماسه‌سنگ کوارتزیتی و قله در اکثر سایت با بیش از ۲۰۰ متر (۶۶۰ فوت) ارتفاع، همراه با بسیاری از رودخانه‌ها و دره‌ها با جویبارها، استخرچه‌ها، دریاچه‌ها و آبشارهاست. این مکان دارای ۴۰ غار است که بسیاری از آنها دارای ذخایر کلسیت بزرگ و یک پل طبیعی به نام Tianqiashengkong (پل در سراسر آسمان)
که یکی از بالاترین پل‌های طبیعی جهان است.

## موقعیت
این سایت در شهر ژانگجیاجی واقع شده‌است و در حدود ۲۷۰ کیلومتر (۱۷۰ مایل) به شمال غربی چانگشا، مرکز استان هونان قرار دارد. این پارک با مساحت ۶۹۰ کیلومتر مربع (۲۶۶ مایل مربع) مساحت دارد؛ ولینگ یانگ بخشی از رشته کوه وولینگ را تشکیل می‌دهد. این منطقه خوش منظره از چهار پارک ملی تشکیل شده‌است که عبارتند از: ژانگ جیاجی، ذخیره‌گاه طبیعی دره سواژی، ذخیره طبیعی کوه تیانزی و منطقه یانگجیاجی که اخیراً به این مجموعه اضافه شده‌است. به‌طور کلی بیش از ۵۶۰ مکان دیدنی برای بازدید وجود دارد.

## جغرافیا
بالاترین منطقه در پارک هوانگ شی ژی (黃石寨) است؛ که ارتفاع آن ۳٬۴۵۰ متر (۱۱٬۳۲۰ فوت) می‌رسد و از طریق کابل یا مجموعه ای از پله‌ها قابل دسترسی است.

## نگارخانه

پانوراما قله پنج انگشت از هوانگ شی ژی
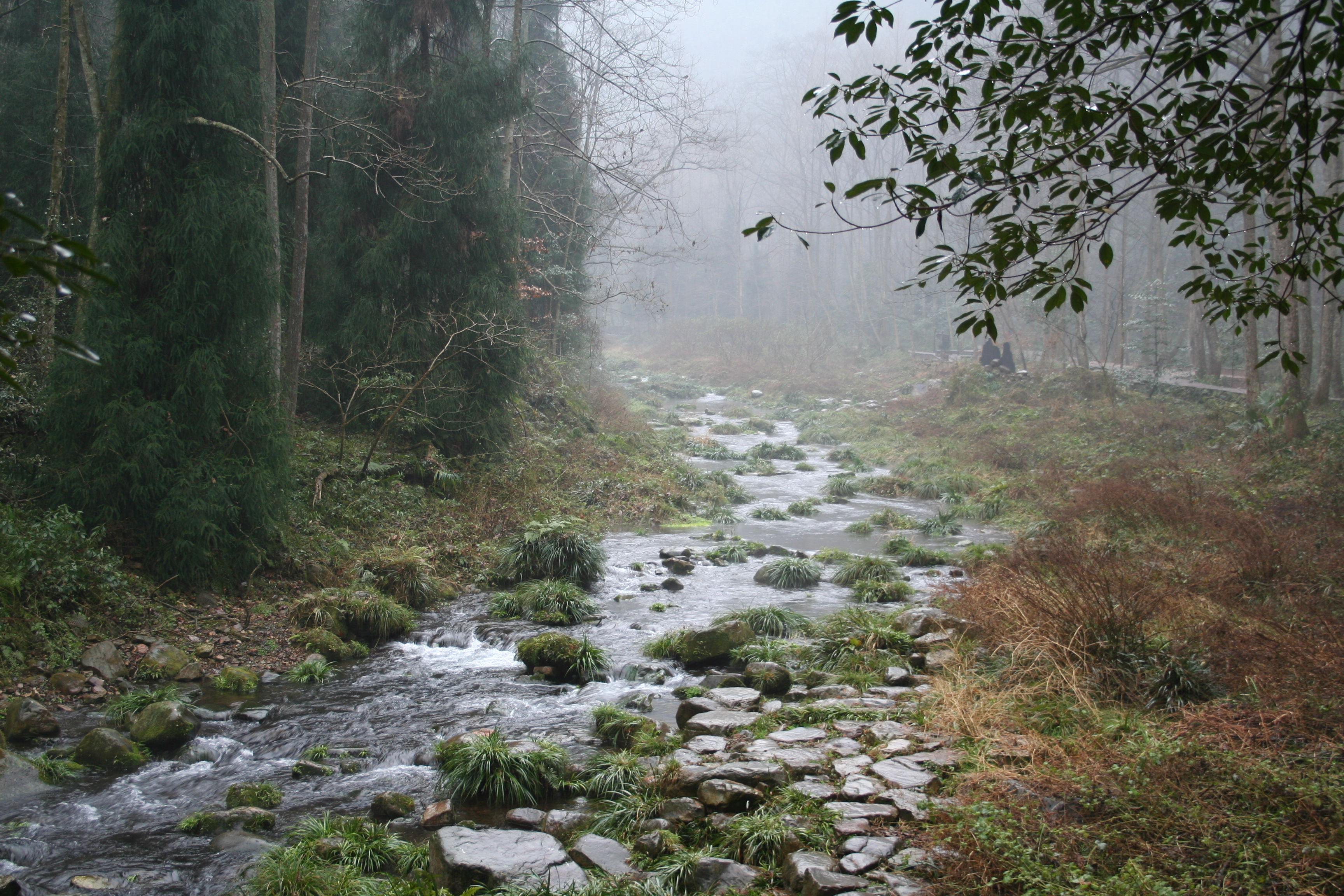
رودخانه ژانگجیاجی